# Siège au kilomètre offert
Le siège au kilomètre offert (SKO) ou available seat mile (ASM) aux États-Unis et au Canada, ou encore available seat kilometer (ASK) dans le reste du monde, est une mesure de calcul du nombre de sièges offerts (capacité) sur une ligne aérienne permettant de comparer les offres proposées par les différentes compagnies aériennes. Cette mesure est égale au nombre de sièges disponibles, multiplié par le nombre de kilomètres ou miles parcourus.